# 国頭方西海道

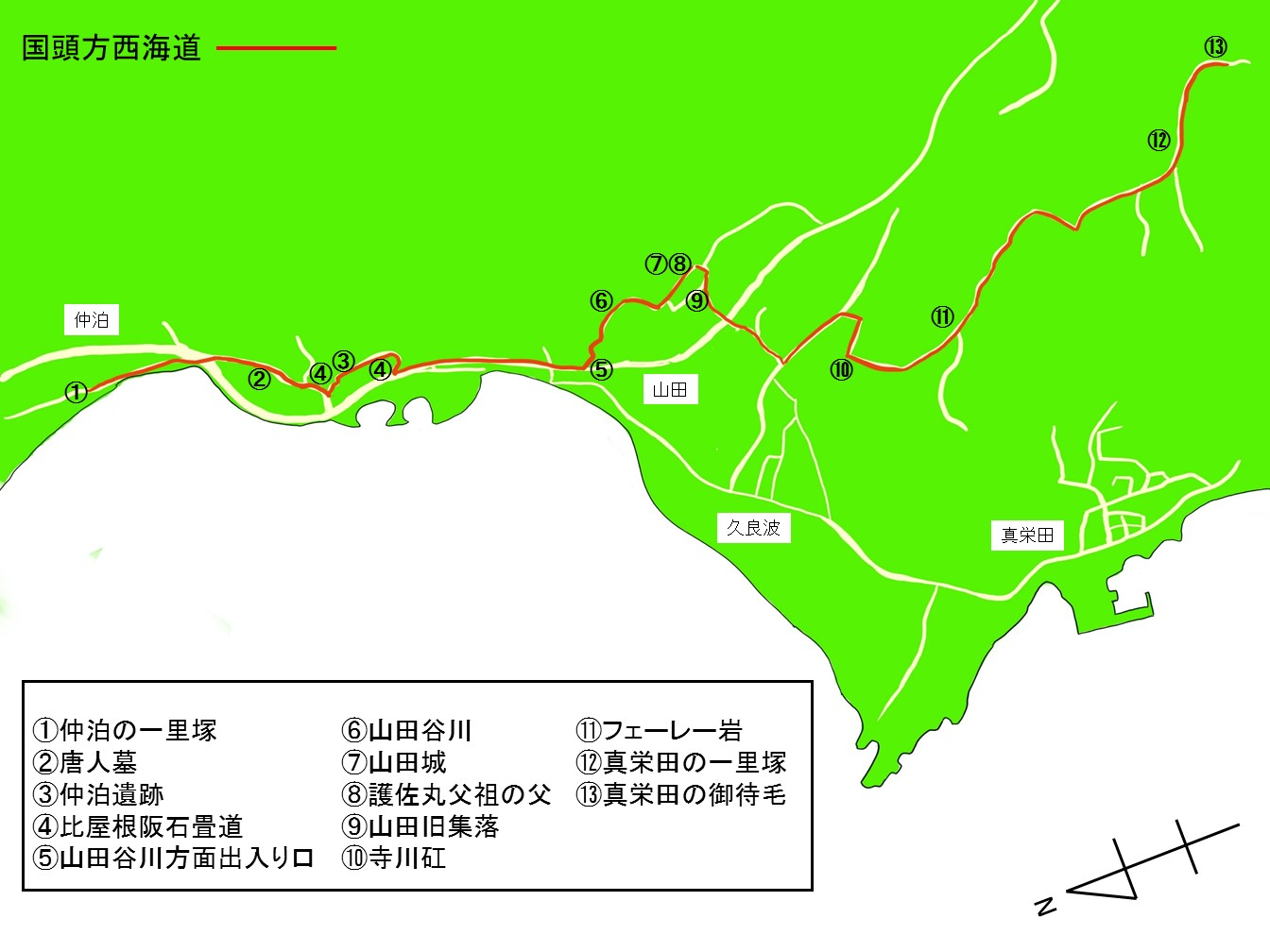
国頭方西海道経路図

国頭方西海道（くにがみほうせいかいどう）とは琉球王国時代、琉球王国によって築かれた古い街道、宿道（すくみち）のうち、首里を起点に浦添山を通り、国頭地方へ続いている部分である。
恩納村内にある、真栄田の一里塚、フェーレー岩、仲泊遺跡などの史跡・遺跡では古の面影が残る。国道58号に一部重なる。

## 概要
琉球王国時代に作られた主要道（宿道）のひとつ。沖縄本島の西側を通る中頭方西海道、国頭方西海道と、東側を通る中頭方東海道、国頭方東海道の4つの道がある。
読谷の喜納から恩納を経由し、国頭方面に続く道を「国頭方西海道」と呼んだ。
国頭西海道は喜名番所から恩納番所、名護番所を通り、名護で本部番所方面と羽地番所に分かれる。本部番所・羽地番所から今帰仁番所までの道と、羽地番所から大宜味番所を通って国頭番所に至る道とがある。
現在の読谷村、恩納村、名護市、本部町、今帰仁村、大宜味村、国頭村にかかる道である。
番所は当時の行政区分である間切の役所のことである。

## 史跡

### 比屋根坂石畳道 （ひやごんびら いしだたみみち）

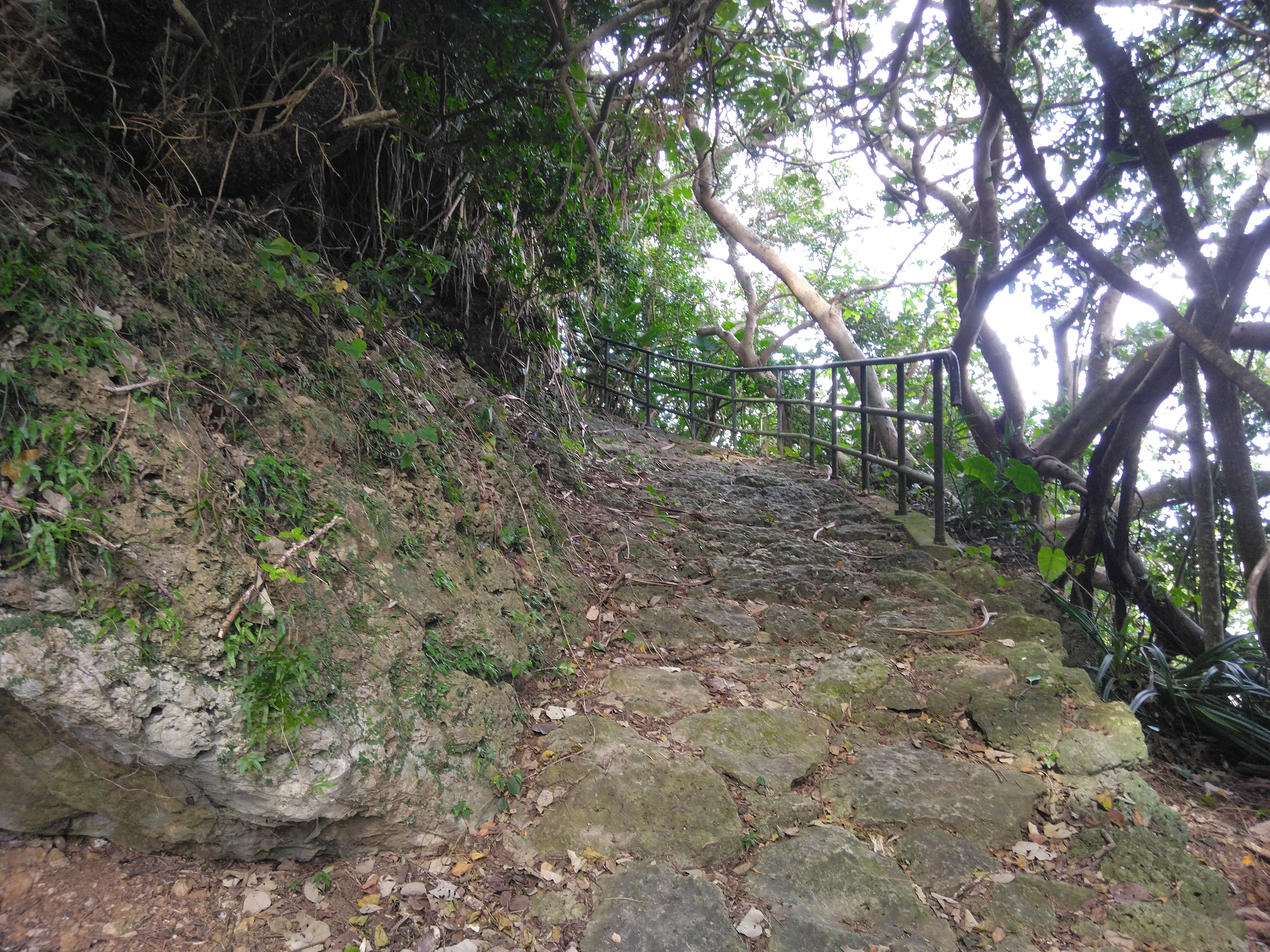
比屋根坂石畳道

1609年、薩摩藩の琉球侵攻時に戦場になったと伝えられる石畳道。道幅は1.5メートルから3メートル。約400年前から明治末期まで使われているといわれ、石畳は仲泊遺跡の岩陰住居跡まで続いている。魚群を発見するための崖という意味の景勝地「イユミーバンタ」に続く。東側の石畳は98メートル、西側は76.5メートル。坂の全長は400メートルあり一部は急な坂道となっている。

### 仲泊の一里塚・真栄田の一里塚
恩納村の宿道には、当時の一里ごとに人口塚や自然の山を利用した一里塚がもうけられ、旅人の道程の目安とされていた。真栄田の一里塚、仲泊の一里塚、谷茶一里塚、南恩納の馬場一里塚、安富祖一里塚、名嘉真浜原一里塚等の5ヶ所が設置されていたが、海路の拡張工事などで消滅し、現在では仲泊の一里塚、真栄田の一里塚だけが残っている。一里塚が恩納村以外にもあったかについては不明であり、恩納村のみに限って作られていたのではないかと思われる。
仲泊の一里塚は、自然と丘（琉球石灰岩）を利用した北側の塚と南側の土塚の二基があり、本来は一続きであったと思われる。
真栄田の一里塚は土と炭を混ぜ合わせた土塚でその上部には琉球松等が植栽されている。宿道の両端に対で設置されていたが、一方の塚は畑地開墾により破壊され、復元されたものである。

### フェーレー岩
国頭方西海道の交通の難所として知られる多幸山には、山の中腹の琉球石灰岩の大きな岩がある。この岩の上から旅人の持ち物を奪うフェーレーが出たことから「フェーレー岩」と呼ばれている。フェーレーとは、追いはぎのこと。
岩の上から旅人の荷物を鉤のついた棒でひっかけて奪っていたが、持ち物を奪うことが目的であり、傷つけたり殺したりすることは無かったようである。
また、フェーレー退治の物語が二つ伝承されている。
ひとつは那覇泊村の空手の達人松茂良興作が、フェーレー岩の下を通りかかったとき、従者の持ち物を奪おうとフェーレーが棒を伸ばしたが、松茂良はすかさず棒をつかんで、フェーレーを引きずり下ろし、フェーレーを取り押さえたという話である。
ふたつ目は、糸満生まれの娘チルーの話である。

### 山田谷川（さくがわ）の石矼（いしばし）
山田城の北側に位置する崖下の谷川（ヤーガー）に石を積み上げて作られた架けられたアーチ状の石造りの橋。
国頭方西海道の経路にふくまれる。石は琉球石灰岩。
石が崩れ落ちたため、2枚は新しいものを、4枚は既存のものとを6枚組み合わせて直された。
また、谷側周辺は樹木が生い茂り、夏でも涼しい所である。山田の人々が夕涼みにきたと言われている。
石灰岩の岩の奥には、昔は男女の恋を育くむ所ともいわれた沐浴場がある。